# Kolonia Balcerów
Kolonia Balcerów – osiedle mieszkaniowe w południowej części miasta Skierniewic.

## Charakter osiedla
Osiedle charakteryzuje się wyłącznie zabudową jednorodzinną. 

## Komunikacja
Osiedle posiada połączenie autobusowe MZK Skierniewice oraz przystanek autobusowy PKS Skierniewice. Do osiedla dojeżdża miejska linia autobusowa nr 7, łącząca osiedle z centrum miasta oraz z dzielnicą Widok i osiedlem Grabina.